# مارتینشتاین
مارتینشتاین (به آلمانی: Martinstein) یک شهر در آلمان است که در باد کرویتسناخ واقع شده‌است.